# Hypena variegata
Hypena variegata là một loài bướm đêm trong họ Erebidae.